# Jaime Moreno
Jaime Moreno, född 19 januari 1974, är en boliviansk före detta fotbollsspelare som sedan 1 mars 2011 är ungdomscoach i amerikanska fotbollslaget D.C. United.
Moreno är den förste och enda spelaren som har nått 100 mål och 100 assists i Major League Soccer.

## Spelarkarriären
Moreno började sin spelarkarriär i den prestigefyllda bolivianska fotbollsakademin, Tahuichi Academy och började spela professionell fotboll hos Blooming och gjorde där 14 mål på 57 matcher. 1993 så flyttade Moreno till Colombia och storklubben Independiente Santa Fe, men där blev det bara fem matcher och ett mål. Året efter skrev han på för den engelska fotbollsklubben Middlesbrough och blev den första bolivianske fotbollsspelaren i England. Där spelade han i en och en halv säsong och hann göra ett mål på 20 matcher innan han skrev på kontrakt med Major Leage Soccer och blev flyttad till D.C. United. Där har han blivit kvar dock med utflykter tillbaka till Middlesbrough på lån 1997 och ett år hos NY/NJ MetroStars 2003.
Under sin spelarkarriär så har han gjort för stunden 144 mål på 394 matcher.

## Internationellt
Han har representerat Bolivia 75 gånger och gjort nio mål mellan 1991 och 2008, dock blev han inte uttagen till landslaget mellan 2001 och 2006.

## Statistik

### England
| Säsong  | Klubb         | Liga           | Matcher | Mål |
| ------- | ------------- | -------------- | ------- | --- |
| 1994-95 | Middlesbrough | Division 1     | 14      | 1   |
| 1995-96 | Middlesbrough | Premier League | 6       | 0   |
| 1997-98 | Middlesbrough | Division 1     | 5       | 1   |
| Totalt  | Totalt        | Totalt         | 25      | 2   |

### Major League Soccer

#### Grundserien
| Säsong                  | Klubb                   | Liga                    | Matcher | Mål | Assists |
| ----------------------- | ----------------------- | ----------------------- | ------- | --- | ------- |
| 1996                    | D.C. United             | Major League Soccer     | 9       | 3   | 3       |
| 1997                    | D.C. United             | Major League Soccer     | 20      | 16  | 8       |
| 1998                    | D.C. United             | Major League Soccer     | 31      | 16  | 11      |
| 1999                    | D.C. United             | Major League Soccer     | 25      | 10  | 13      |
| 2000                    | D.C. United             | Major League Soccer     | 25      | 12  | 7       |
| 2001                    | D.C. United             | Major League Soccer     | 24      | 9   | 6       |
| 2002                    | D.C. United             | Major League Soccer     | 16      | 3   | 4       |
| 2003                    | NY/NJ MetroStars        | Major League Soccer     | 11      | 2   | 0       |
| Totalt NY/NJ MetroStars | Totalt NY/NJ MetroStars | Totalt NY/NJ MetroStars | 11      | 2   | 0       |
| 2004                    | D.C. United             | Major League Soccer     | 27      | 7   | 14      |
| 2005                    | D.C. United             | Major League Soccer     | 29      | 16  | 7       |
| 2006                    | D.C. United             | Major League Soccer     | 32      | 11  | 10      |
| 2007                    | D.C. United             | Major League Soccer     | 21      | 7   | 6       |
| 2008                    | D.C. United             | Major League Soccer     | 25      | 10  | 10      |
| 2009                    | D.C. United             | Major League Soccer     | 11      | 5   | 2       |
| Totalt D.C. United      | Totalt D.C. United      | Totalt D.C. United      | 259     | 120 | 101     |
| Totalt                  | Totalt                  | Totalt                  | 270     | 122 | 101     |

#### MLS Cup
| Säsong | Klubb       | Liga    | Matcher | Mål | Assists |
| ------ | ----------- | ------- | ------- | --- | ------- |
| 1996   | D.C. United | MLS Cup | 4       | 1   | 1       |
| 1997   | D.C. United | MLS Cup | 5       | 3   | 3       |
| 1998   | D.C. United | MLS Cup | 6       | 1   | 3       |
| 1999   | D.C. United | MLS Cup | 6       | 5   | 1       |
| 2004   | D.C. United | MLS Cup | 4       | 2   | 1       |
| 2005   | D.C. United | MLS Cup | 2       | 0   | 0       |
| 2006   | D.C. United | MLS Cup | 3       | 0   | 1       |
| 2007   | D.C. United | MLS Cup | 2       | 0   | 0       |
| Totalt | Totalt      | Totalt  | 32      | 12  | 10      |